# Cubbington
Cubbington is een civil parish in het bestuurlijke gebied Warwick, in het Engelse graafschap Warwickshire met 3929 inwoners.